# Carmen Voicu-Jagodzinsky
Carmen Voicu-Jagodzinsky, geborene Voicu, (* 25. April 1981 in Bukarest) ist eine rumänische Schachspielerin und -trainerin.

## Erfolge

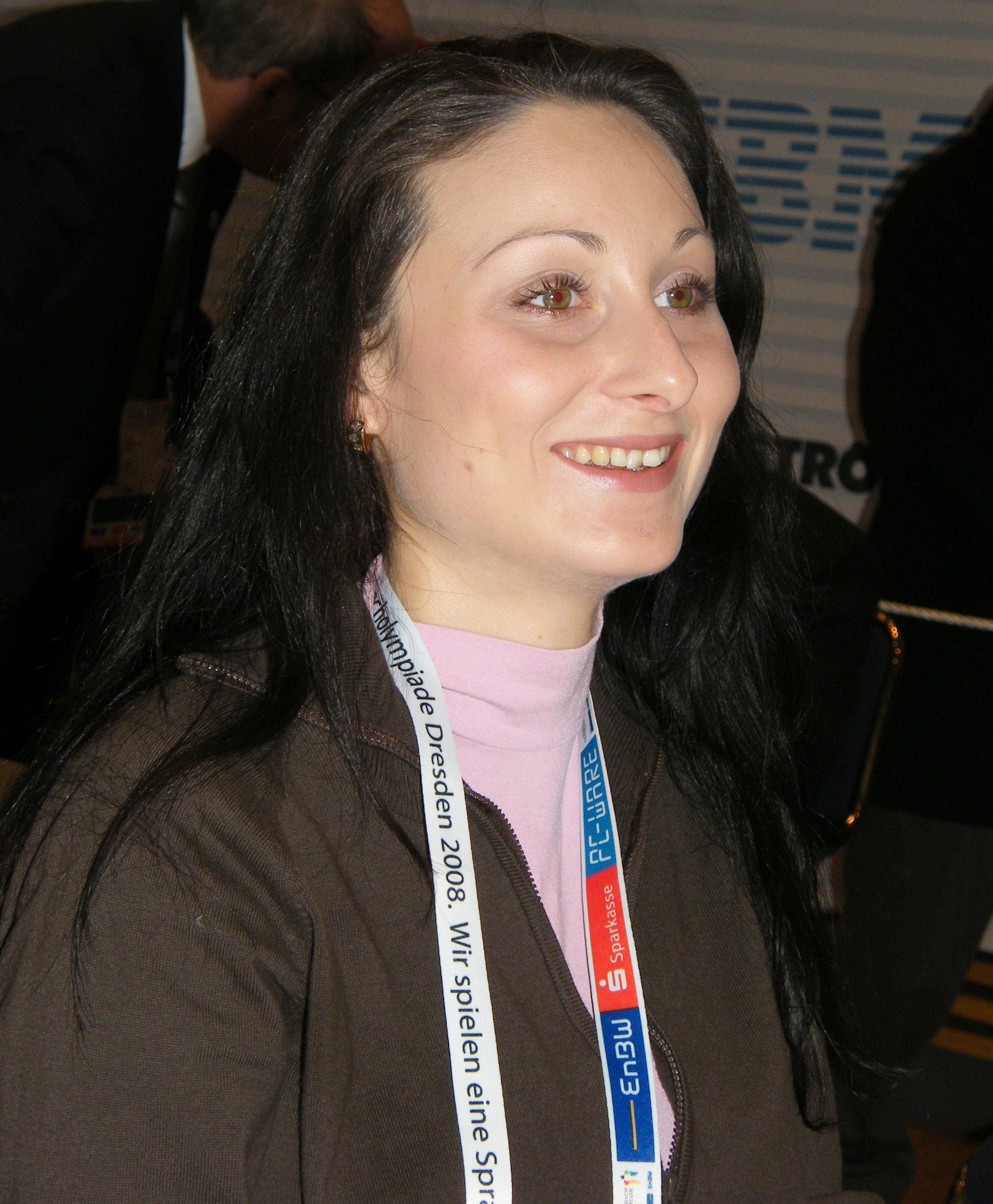
Carmen Voicu bei der Schacholympiade 2008 in Dresden

Früh war sie schon bei internationalen Mädchenturnieren erfolgreich: Bei der 1. U10-Europameisterschaft 1991 im rumänischen Mamaia wurde sie Dritte. Die U10-Weltmeisterschaft im selben Jahr in Warschau gewann sie vor Regina Pokorná. Bei der U12-Weltmeisterschaft 1993 in Bratislava wurde sie Dritte. 1998 gewann sie ein Rundenturnier in Tapolca, 2001 wurde sie bei der rumänischen Juniorenmeisterschaft in Băile Tușnad Dritte. Sie war erfolgreich bei folgenden Stadtmeisterschaften: Bukarest 2004, Paris (A-Gruppe) geteilt 2004, Hemer (geteilt) 2006 und Hemer 2007. Bei der rumänischen Schnellschachmeisterschaft der Frauen 2007 wurde sie hinter Corina-Isabela Peptan Zweite. Carmen Voicu-Jagodzinsky gewann die nordrhein-westfälische Einzelmeisterschaft der Frauen 2008 in Herne, konnte sich aber dadurch nicht für die deutsche Einzelmeisterschaft qualifizieren, da sie keine deutsche Staatsbürgerschaft hatte. Bei der deutschen Fraueneinzelmeisterschaft im August 2020 in Magdeburg war sie spielberechtigt und gewann diese.
|
Im November 2002 erhielt sie den Titel Internationaler Meister der Frauen (WIM). Seit September 2006 trägt sie den Titel Großmeister der Frauen (WGM). Die Normen für ihren WGM-Titel erzielte sie innerhalb eines Jahres am Schwarzen Meer in der Ukraine: Bei einem Normenturnier in Aluschta im Juli 2005, einem weiteren Normenturnier in Aluschta im Juni 2006 (gleichzeitig eine IM-Norm) sowie in der B-Gruppe des Sun-Pawn-Turniers in Illitschiwsk. Mit ihrer höchsten Elo-Zahl von 2359 im Januar 2007 gehörte sie den Top 100 der Frauenweltrangliste der FIDE an und war auf Rang vier der rumänischen Elo-Rangliste der Frauen.

## Nationalmannschaft
Mit der rumänischen Frauennationalmannschaft nahm sie an den Schacholympiaden 2008 und 2010 jeweils am dritten Brett, der Mannschaftsweltmeisterschaft 2013 als Reservespielerin und den Mannschaftseuropameisterschaften 2007 am zweiten, 2009 am dritten Brett sowie 2011 und 2013 jeweils als Reservespielerin teil.

## Vereine
Vereinsschach spielte sie in Rumänien für C. S. Progresul Bukarest, von 2008 bis 2009 für CSU Brașov und 2010 bis 2013 für AEM Luxten Timișoara. Mit Timișoara gewann sie 2010 die rumänische Mannschaftsmeisterschaft der Frauen, die Superliga Feminin. Seit 2014 spielt sie für ACS Bukarest.
In Belgien spielte Voicu in der Saison 2003/04 für den KSK 47 Eynatten, später für die Schachfreunde Wirtzfeld, mit denen sie 2013 die belgische Mannschaftsmeisterschaft gewann. In Deutschland spielt sie für den SV Hemer 32, mit dessen Vorsitzenden sie verheiratet ist, in der Verbandsklasse Nord (6. Liga) und Verbandsliga (5. Liga) sowie als Gastspielerin bei den Mannschaftsmeisterschaften der Frauen für den SK Großlehna. Mit Großlehna spielte sie von 2007 bis 2011 sowie erneut von 2012 bis 2016 in der 1. Frauenbundesliga, nahm am European Club Cup der Frauen 2008 in Kallithea (Chalkidiki) teil und gewann 2008 die Deutsche Mannschaftsmeisterschaft der Frauen im Blitzschach.

## Trainerin
Carmen Voicu-Jagodzinsky ist Diplom-Sportlehrerin. Seit 2013 hat sie die A-Trainerlizenz des Deutschen Schachbundes. Sie ist seit Januar 2016 Landestrainerin des Schachbundes Nordrhein-Westfalen als Nachfolgerin von Thomas Michalczak. Schach unterrichtet sie auch am Friedrich-Leopold-Woeste-Gymnasium in Hemer. Seit 2020 ist sie Frauenbeauftragte des Schachbundes Nordrhein-Westfalen.